# Битка на страсти
„Битка на страсти“ (на испански: Duelo de pasiones) е мексиканска теленовела от 2006 г., режисирана от Хосе Рендон и Мигел Корсега и продуцирана от Хуан Осорио за Телевиса. Адаптация е на радионовелата Flor del Campo, създадена от Илда Моралес де Айос.
В главните роли са Лудвика Палета и Пабло Монтеро, а в отрицателните – Серхио Гойри, Фабиола Кампоманес, Алехандро Авила и Рафаел Рохас. Специално участие вземат Ерика Буенфил и първата актриса Ана Мартин.

## Сюжет
Алваро Монтеяно получава писмо, адресирано до съпругата му, написано от неговия ратай, Хосе Гомес. След като го чете, си мисли, че съпругата му е влюбена в ратая, и планира да избяга с него. В действителност писмото е предназначено за сестра му, Мариана Монтеяно, която обича Хосе и дори има дъщеря от него, но Алфонсина, която все още е влюбена в Алваро, го е задържала и го е накарала да повярва, че е за съпругата му. Алваро страда от заболяване, което е получил в детските си години, след като е станал свидетел на самоубийството на баща си.
Погълнат от ревността и омразата към съпругата си и нейната „афера“, той се отдалечава от нея и от дъщеря им, Алина, и изпраща съпругата си в друго ранчо. Вярвайки, че Алина е резултат от тази връзка на съпругата му с ратая, Алваро принуждава Алина да живее в пещера, оставяйки я на грижите на местната лечителка Люба и сина ѝ Гаспар. Тук Алина става известна под името „Полско цвете“.
За да стане още по-трудно, преди да бъде отведена от баща си, Алина се запознава на парти с офицера Емилио. Двамата се влюбват от пръв поглед и се уговарят да се видят на определена дата, на която, обаче, Алина не отива, поради настъпилите обстоятелства. Емилио вярва, че Алина го е изоставила.
Два години по-късно, Емилио все още вярва, че Алина го е напуснала. Когато е назначен на мисия в Сиера Еспондида, той се среща с Полското цвете и не разпознава Алина. Алваро иска Алина да страда, казвайки на Емилио, че тя е загинала в катастрофа. Емилио, виждайки Полското цвете, мисли, че тя е незаконната дъщеря на Алваро, той започва да се държи грубо с нея, заради това, което му е причинила Алина.

## Актьори
Част от актьорския състав:
- Лудвика Палета – Алина Монтеяно Фуентес / Полско цвете
- Пабло Монтеро – Емилио Валтиера Белтран
- Серхио Гойри – Алваро Монтеяно
- Ана Мартин – Люба Лопес
- Ерика Буенфил – Соледад Фуентес де Монтеяно
- Фабиола Кампоманес – Телма Кастело де Валтиера
- Рафаел Рохас – Максимо Валтиера
- Хосе Мария Торе – Анхел Валтиера Белтран
- Давид Остроски – Елиас Бернал
- Хорхе Де Силва – Хосе Гомес
- Алехандра Прокуна – Мариана Монтеяно де Гомес
- Химена Ерера – Роса де Валтиера
- Сайде Силвия Гутиерес – Вера
- Фернандо Роблес – Браулио
- Марикармен Дуарте – Малена
- Тео Тапия – Д-р Васкес
- Ана Бренда Контрерас – Клаудия
- Франсиско Авенданьо – Ернан
- Патрисия Мартинес – Малена
- Умберто Елисондо – Мауро Пеня
- Хуан Вердуско – Варгас

## Премиера
Премиерата на Битка на страсти е на 17 април 2006 г. по Canal de las Estrellas. Последният 140. епизод е излъчен на 27 октомври 2006 г.

## Награди и номинации
Награди TVyNovelas 2007
| Категория                            | Номинация          | Резултат   |
| ------------------------------------ | ------------------ | ---------- |
| Най-добра актриса в отрицателна роля | Фабиола Кампоманес | Номинирана |